# Richard Anconina

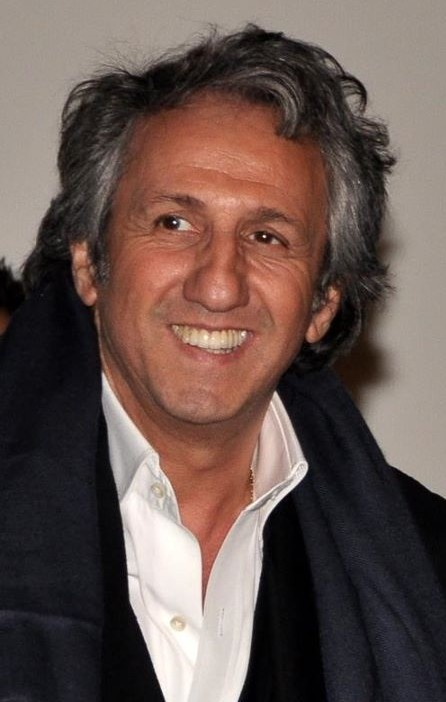
Richard Anconina (2012)

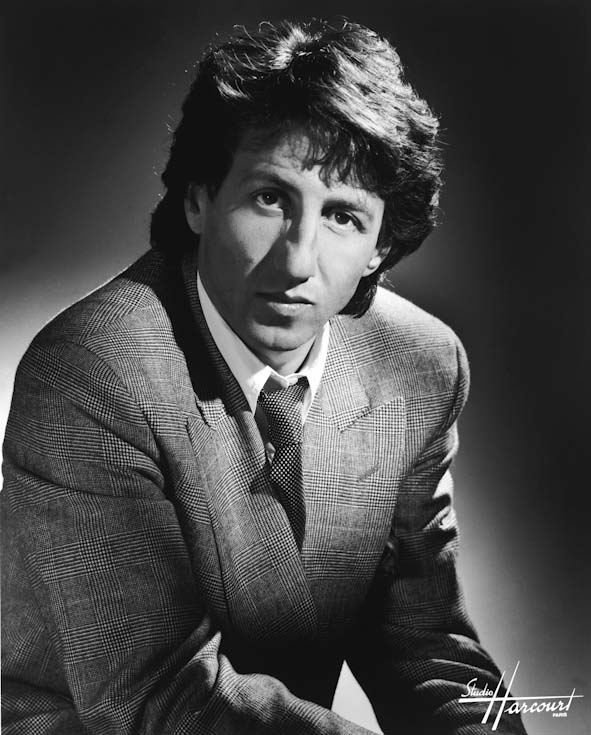
Richard Anconina

Richard Anconina (* 28. Januar 1953 in Paris, Frankreich) ist ein französischer Schauspieler.

## Leben
Richard Anconina stammt aus einer jüdischen Familie marokkanischer Herkunft. Er ist gelernter Elektromechaniker. Nach mehreren Gelegenheitsjobs übernahm er 1977 seine ersten Leinwandrolle. Im folgenden Jahr erhielt er eine Rolle in dem Stück Notre-Dame de Paris an der Seite von Robert Hossein. Seither spielte er zahlreiche Rollen in Film und Fernsehen und erhielt mehrere bedeutende Auszeichnungen. Im Jahr 2002 war er Mitglied der Jury beim Festival des amerikanischen Films in Deauville. Nach einer längeren Schauspielpause kehrte er 2010 mit Camping auf die Leinwand zurück. Anconina spielt hauptsächlich Rollen in französischen Produktionen.

## Filmografie (Auswahl)
- 1978: Wie drück ich mich beim Militär? (Comment se faire réformer)
- 1978: Jetzt wackelt die Kaserne (Les réformés se portent bien)
- 1980: Inspektor Loulou – Die Knallschote vom Dienst (Inspecteur la Bavure)
- 1981: Eine schwarze Robe für den Mörder (Une robe noire pour un tueur)
- 1981: Die Verweigerung (La provinciale)
- 1981: Wahl der Waffen (Le choix des armes)
- 1981: Hinter den Felsen lauert der Tod (L’arme au bleu)
- 1982: Der junge Ehemann (Le jeune marie)
- 1983: Der Kämpfer (Le battant)
- 1983: Am Rande der Nacht (Tchao pantin)
- 1984: Duett zu dritt (Paroles et musique)
- 1985: Der Bulle von Paris (Police)
- 1985: Weggehen und wiederkommen (Partir revenir)
- 1986: Blues Cop (Le môme)
- 1986: Death Town (Zone rouge)
- 1987: Wer hat dem Rabbi den Koks geklaut? (Lévy et Goliath)
- 1988: Mit Musik ins Liebesglück (Envoyez les violons)
- 1988: Der Löwe (Itinéraire d’un enfant gâté)
- 1990: Der kleine Gangster (Le petit criminel)
- 1996: Die Dumpfbacken-Gang (Hercule & Sherlock)
- 1997: Lügen haben kurze Röcke (La vérité si je mens!)
- 2000: Six-Pack – Jäger des Schlächters (Six-Pack)
- 2002: Gangsters
- 2004: Alive
- 2007: Dans les cordes
- 2010: Camping 2
- 2012: Stars 80
- 2016: La loi de Christophe
- 2017: Stars 80, la suite

## Auszeichnungen
- César 1984: Bester Nebendarsteller und Bester Nachwuchsdarsteller für Am Rande der Nacht
- César 1989: Nominierung als Bester Hauptdarsteller für Der Löwe
- 1991: Nominierung für den Europäischen Filmpreis als Bester Schauspieler für Der kleine Gangster
- 2010: Ordre des Arts et des Lettres (Komtur)[1]